# Lista de prêmios e indicações recebidas por Damares (cantora)
Esta é a lista de prêmiações e indicações que Damares, uma cantora de gênero gospel recebeu nestes 16 anos de carreira.
No ano de 2008, a cantora recebeu sua primeira indicação que foi de "Álbum do Ano", com o CD Apocalipse, "Música do ano" que foi com a canção Sabor de Mel, "Álbum Pentecostal", entre outras, porém na categoria Revelação Feminina que foi a única indicação que a cantora ganhou junto com Mariana Valadão, irmã da Ana Paula Valadão vocalista do Diante do Trono.
Em 2011, Damares foi indicada na primeira edição do Troféu Promessas que foi criado pela Geo Eventos com o apoio da Rede Globo. Damares foi indicada nas categorias de Melhor Clipe, com Um Novo Vencedor, Melhor Música, Melhor Cantora e Melhor CD com Diamante que também foi a única categoria que a cantora venceu.
Na segunda edição do Troféu Promessas a cantora foi indicada na categoria especial de Melhor CD Pentecostal do CD Ao Vivo lançado no início de 2012. Junto com a cantora Eliane Silva que é da mesma gravadora que ela, a Sony Music. Damares foi indicada nas categorias de Melhor CD, Melhor Música com Consolador e Sabor de Mel, Melhor Cantora, Melhor DVD/Bluray e Melhor CD Pentecostal que venceu na indicação.

## Troféu Talento
| Ano                  | Categoria    | Indicado | Resultado |
| -------------------- | ------------ | -------- | --------- |
| 2009                 |              |          |           |
| "Álbum do Ano"       | Apocalipse   | Indicado |           |
| "Música do Ano"      | Sabor de Mel | Indicado |           |
| "Álbum Pentencostal" | Apocalipse   | Indicado |           |
| "Destaque de 2008"   | Damares      | Indicado |           |
| "Cantora do Ano"     | Damares      | Indicado |           |
| "Revelação Feminina" | Damares      | Venceu   |           |

## Troféu Promessas
| Ano                     | Categoria                 | Indicado | Resultado |
| ----------------------- | ------------------------- | -------- | --------- |
| 2011                    |                           |          |           |
| "Melhor Clipe"          | Um Novo Vencedor          | Indicado |           |
| "Melhor Música"         | Um Novo Vencedor          | Indicado |           |
| "Melhor Cantora"        | Damares                   | Indicado |           |
| "Melhor CD"             | Diamante                  | Venceu   |           |
| 2012                    |                           |          |           |
| "Melhor CD"             | Ao Vivo em São Sebastião  | Indicado |           |
| "Melhor Música"         | Consolador e Sabor de Mel | Indicado |           |
| "Melhor Cantora"        | Damares                   | Indicado |           |
| "Melhor DVD/Bluray      | Ao Vivo em São Sebastião  | Indicado |           |
| "Melhor CD Pentecostal" | Ao Vivo em São Sebastião  | Venceu   |           |
| 2013                    |                           |          |           |
| "Melhor Cantora"        | Damares                   | Indicado |           |
| "Melhor CD"             | O Maior Troféu            | Indicado |           |
| "Melhor Música"         | O Maior Troféu            | Indicado |           |

## Troféu de Ouro
| Ano                   | Categoria      | Indicado | Resultado |
| --------------------- | -------------- | -------- | --------- |
| 2015                  |                |          |           |
| "Cantora Nacional"    | Ela mesma      | Indicado |           |
| "Cantora Pentecostal" | Ela mesma      | Indicado |           |
| "Melhor DVD"          | O Maior Troféu | Indicado |           |

## Troféu Gerando Salvação
| Ano  | Categoria    | Indicado           | Resultado |
| ---- | ------------ | ------------------ | --------- |
| 2021 | "Videoclipe" | Pai, preciso de Ti | Indicado  |
| 2024 | "Videoclipe" | Terceiro Céu       | Indicado  |